# Trogoderma ornatum
Trogoderma ornatum là một loài bọ cánh cứng trong họ Dermestidae. Loài này được Say miêu tả khoa học năm 1825.